# Torhalle Lorsch

Westseite der Torhalle, 2009

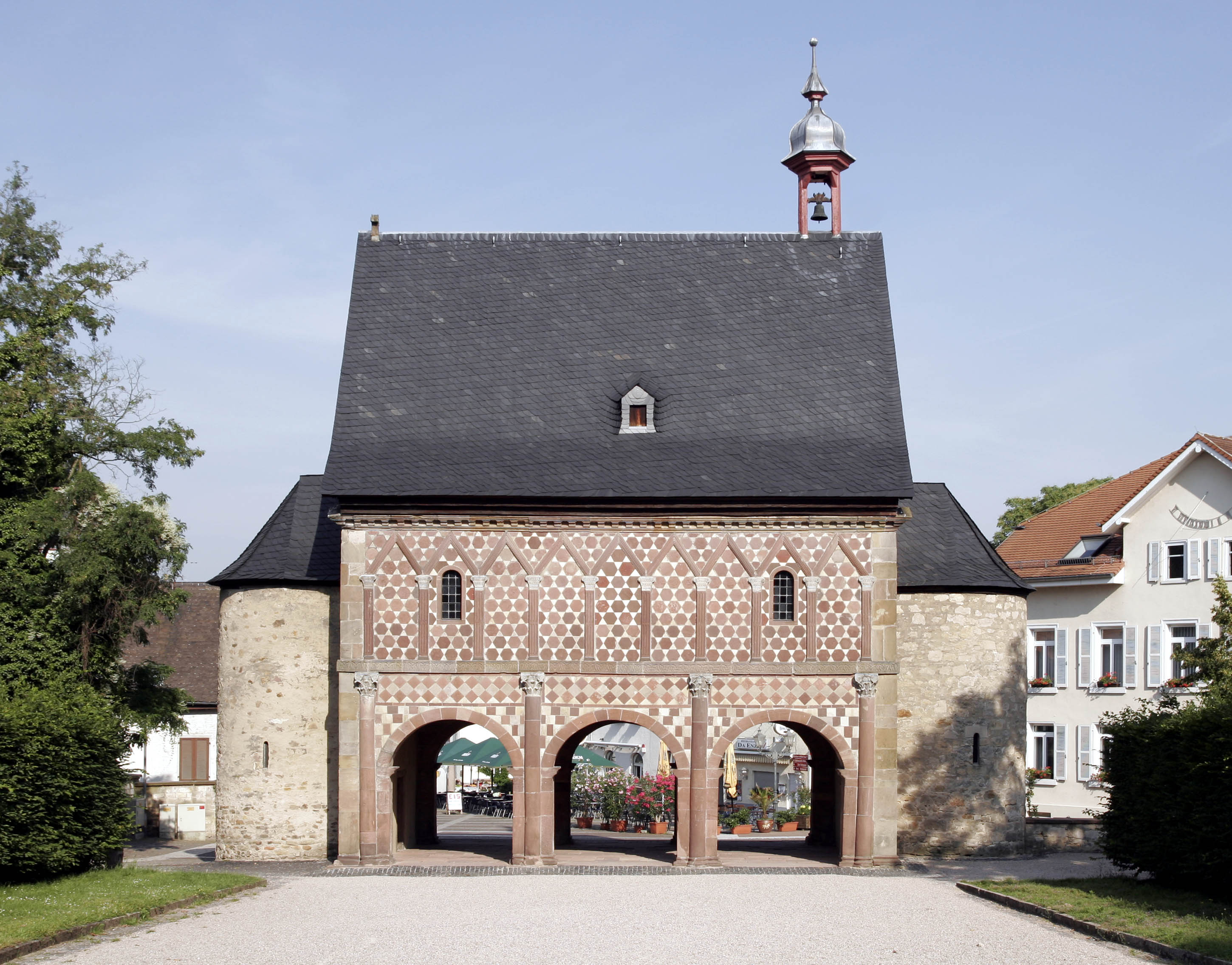
Ostseite der Torhalle, 2007

Die Torhalle (auch Königshalle) des ehemaligen Klosters Lorsch ist ein spätkarolingischer Bau, der um 900 errichtet wurde. Er wird der Epoche der karolingischen Renaissance zugerechnet, seine frühere Funktion ist Gegenstand verschiedener Hypothesen. Die vielfarbige Fassade der Torhalle ist ein bedeutendes Beispiel für antike Bauformen und Werktechnik im Frühmittelalter. Das Gebäude wurde als letzter oberirdisch sichtbarer Teil der karolingischen Klosteranlage 1991 zusammen mit den übrigen baulichen und archäologischen Resten der mittelalterlichen Klosteranlage in die Liste des Weltkulturerbes der UNESCO aufgenommen.

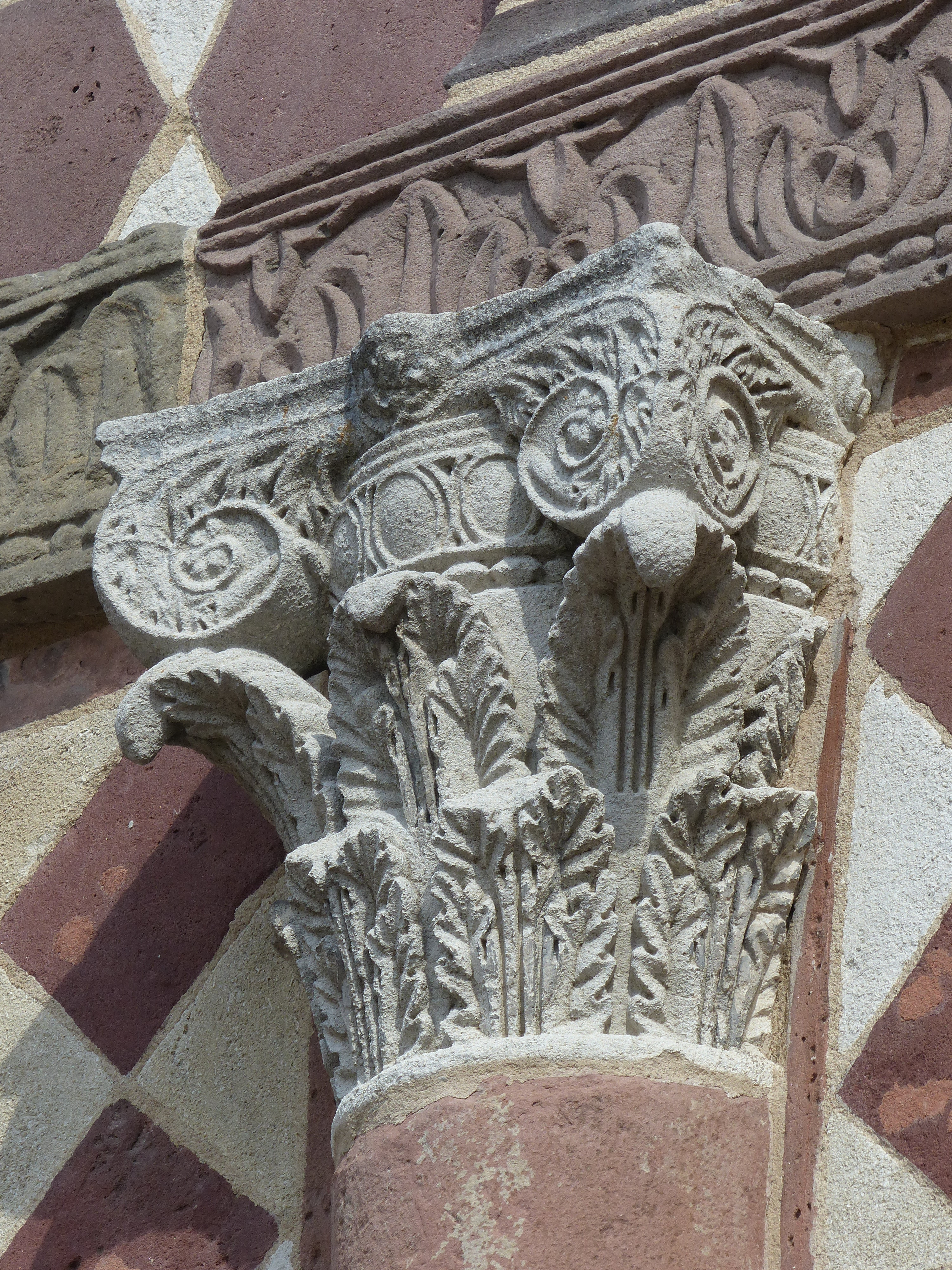
Kompositkapitell

## Beschreibung des Bauwerks

### Die Außenseite
Die Torhalle befindet sich auf der westlichen Seite des Klosterareals. Sie ist ein relativ kleines Bauwerk: 10,9 Meter breit, 7,2 Meter tief, 7,2 Meter bis zum Dachansatz und bis zum First etwa 14 Meter hoch. An beiden Schmalseiten befinden sich etwa 3 Meter breite, halbrunde Treppentürme. Die Längsachse verläuft mit wenigen Grad Abweichung von Nord nach Süd. Dahinter sieht man östlich in etwa 80 Metern Entfernung den Rest der früheren Klosterkirche. Die Architektur der Torhalle ist weitgehend symmetrisch zur Längs- wie zur Querachse.
Die Vorder- und Rückseite der Torhalle sind reich dekoriert mit an der Antike orientierten Bauelementen auf einer ornamentalen, polychromen Fassade aus roten, beigen und weißen Formatsteinen. Die Schmalseiten mit ihren Treppentürmen sind schmucklos. Vertikal ist die Halle in zwei Stockwerke und ein hohes Giebeldach gegliedert. Auf dem Dachfirst ist auf der nördlichen Seite ein Glockentürmchen aufgesetzt. Über die ganze Breite des Erdgeschosses bilden drei offene, halbrunde Tore einen lichten Durchgang, der in einer Achse mit dem dahinter liegenden Portal des Kirchenrests beide Gebäude optisch verbindet. Links und rechts werden die Tore von Halbsäulen eingerahmt. Bögen und Pfosten der Tore sind ebenso wie die Säulen aus kräftigen roten bis rotbraunen Sandsteinen aufgebaut. Die Säulen besitzen attische Basen und enden in Kompositkapitellen aus weißem Kalkstein, auf denen ein schmaler Fries aus hellem Sandstein mit Blattornamenten liegt, der Ober- und Untergeschoss trennt. Vor der Fassade des Obergeschosses treten flache Arkaden hervor, die jeweils aus kannelierten, monolithischen, roten Sandstein-Pilastern mit ionischen Kalkstein-Kapitellen und Dreiecksgiebeln, wiederum aus kanneliertem Sandstein, zusammengesetzt sind. Die neun Arkaden des Obergeschosses sind regelmäßig über den drei Toren im Untergeschoss angeordnet. Auf der Westseite sind in der zweiten, fünften und achten Arkade, mittig über den Torbögen darunter, schmale Fenster integriert. Auf der Ostseite dagegen fehlt das Fenster über dem mittleren Tor.
Säulen, Kapitelle, Fries und Arkaden treten vor einer Fassade aus Sandsteinkacheln verschiedener Farben hervor. Im Obergeschoss sind dies rote Sechsecke verbunden durch helle Dreiecke. Darunter im Untergeschoss sind dies bis zur Höhe der Tore auf den Spitzen stehende Quadrate, abwechselnd weiß und rot. Die geometrisch schwierigeren Bogenzwickel der Torbögen füllen recht- und dreieckige Kacheln unterschiedlicher Breite, wiederum in weiß und rot. Die prächtige, auffällige Dekoration lässt erkennen, dass es sich bei der Torhalle nicht um ein gewöhnliches Gebäude, sondern um ein Schmuckstück handelt, das bei Bewohnern und Besuchern des Klosters Erstaunen und Bewunderung bewirken soll. Eine Funktion, die die Torhalle bis heute erfüllt.

### Die Innenräume

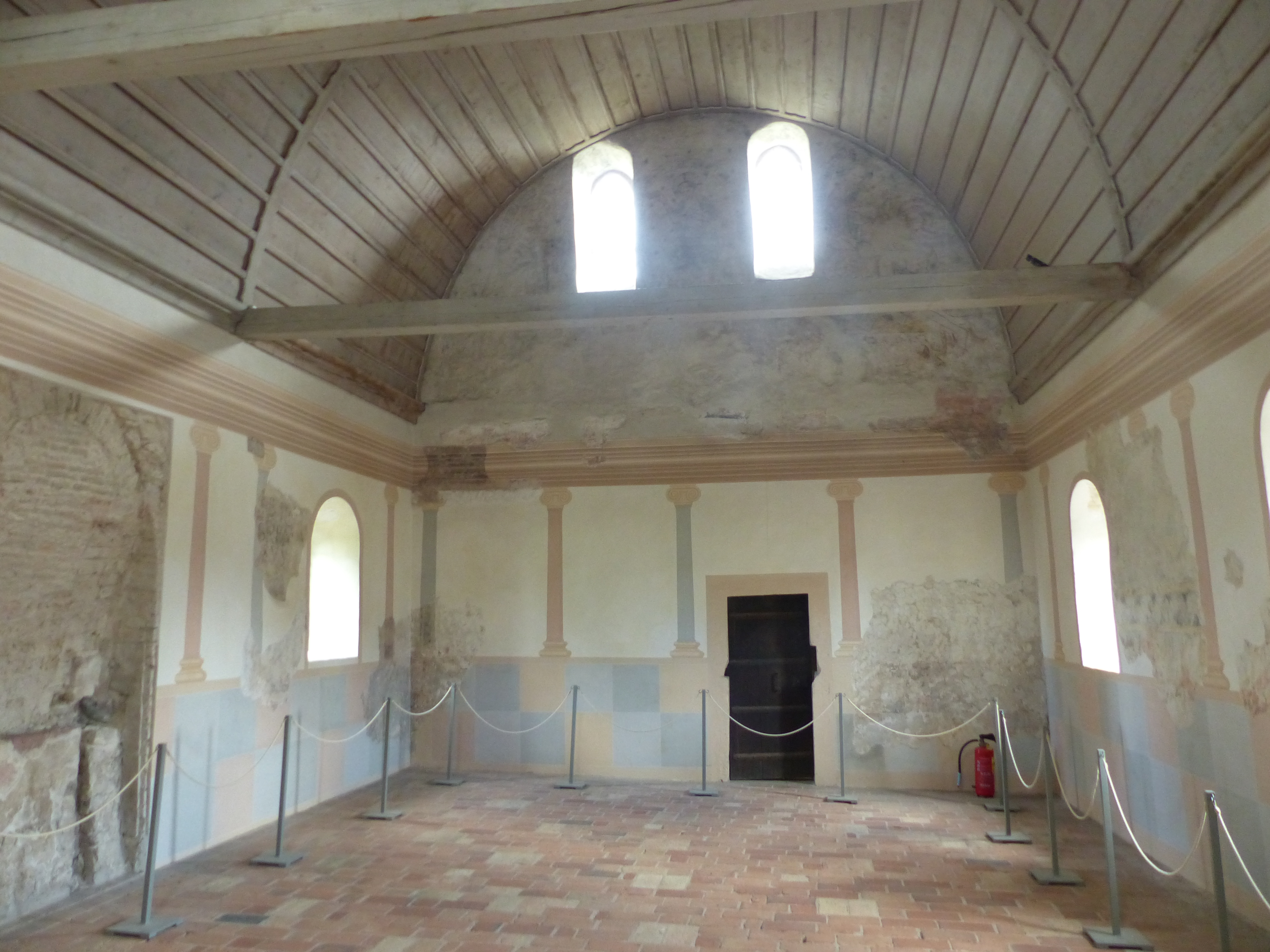
Innenraum: Links die Altarnische

#### Erdgeschoss
Das Erdgeschoss bildet durch die offenen Tore auf der West- und Ostseite einen lichten Durchgangsraum. Die Wände der Schmalseiten sind aus einfachen Bruchsteinen aufgemauert und weiß verputzt. In Sandstein eingefasste, hölzerne Türen geben Zugang zu den Treppentürmen, die ins Obergeschoss führen.

#### Obergeschoss
Auch das Obergeschoss ist wie die Durchgangshalle darunter nicht weiter baulich unterteilt, sondern bildet einen großen Raum, der durch insgesamt acht Fenster viel Licht erhält. Alle vier Seiten zeigen Reste von Bemalungen auf weißem Putz. In die Wand auf der Ostseite ist in der Mitte eine etwa zwei Meter breite Nische ausgebrochen, in die einmal ein Altar eingelassen war, der heute nicht mehr vorhanden ist. Der Raum wird durch ein hölzernes Tonnengewölbe zum Dach hin abgeschlossen.

## Geschichte

### Das Rätsel der Datierung und der Funktion der Torhalle
Die Bauzeit und die Funktion der Torhalle ist durch keinerlei schriftliche Quellen dokumentiert. Immer wieder gab es Vermutungen, die Halle sei 774 zu Ehren Karls des Großen errichtet worden. Er hatte in Italien die Langobarden unterworfen und nahm auf der Rückreise an der Weihe der neuen Klosterkirche in Lorsch teil. Die Torhalle wäre demzufolge eine Art Triumphbogen nach römischem Vorbild gewesen. Andere Überlegungen zur Baugeschichte der Torhalle bringen diese mit der Grablegung Ludwigs des Deutschen in Verbindung. Dieser war 876 in Frankfurt gestorben und fand in Lorsch seine letzte Ruhestätte. Ein Sarkophag, den man in der Nähe der vermuteten Gruftkapelle gefunden hat und Ludwig zugeordnet wird, zeigt eine Säulenverzierung ganz wie die Säulen der Außenfassade im oberen Teil der Torhalle. 

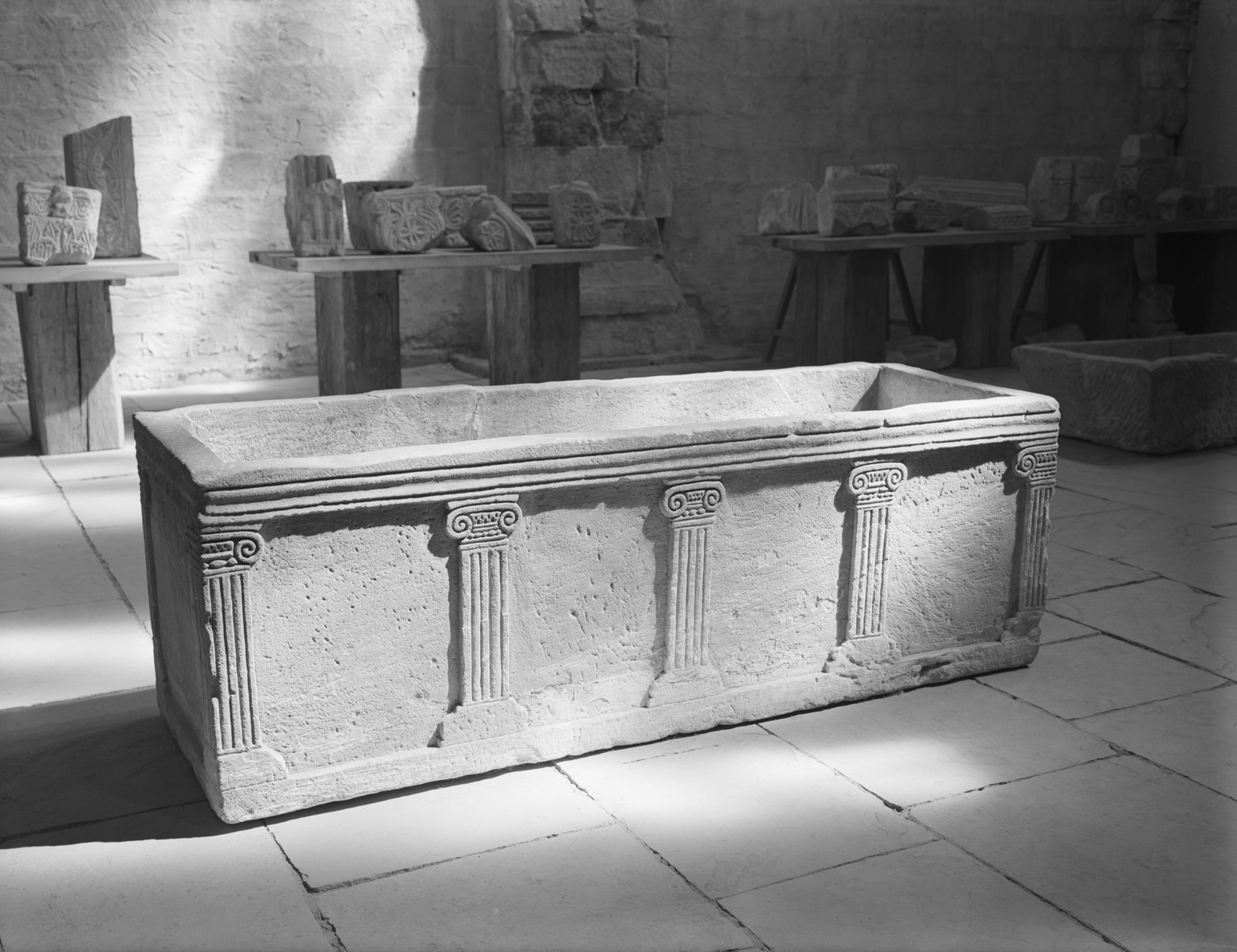
Mutmaßlicher Sarkophag Ludwig des Deutschen gefunden in Lorsch

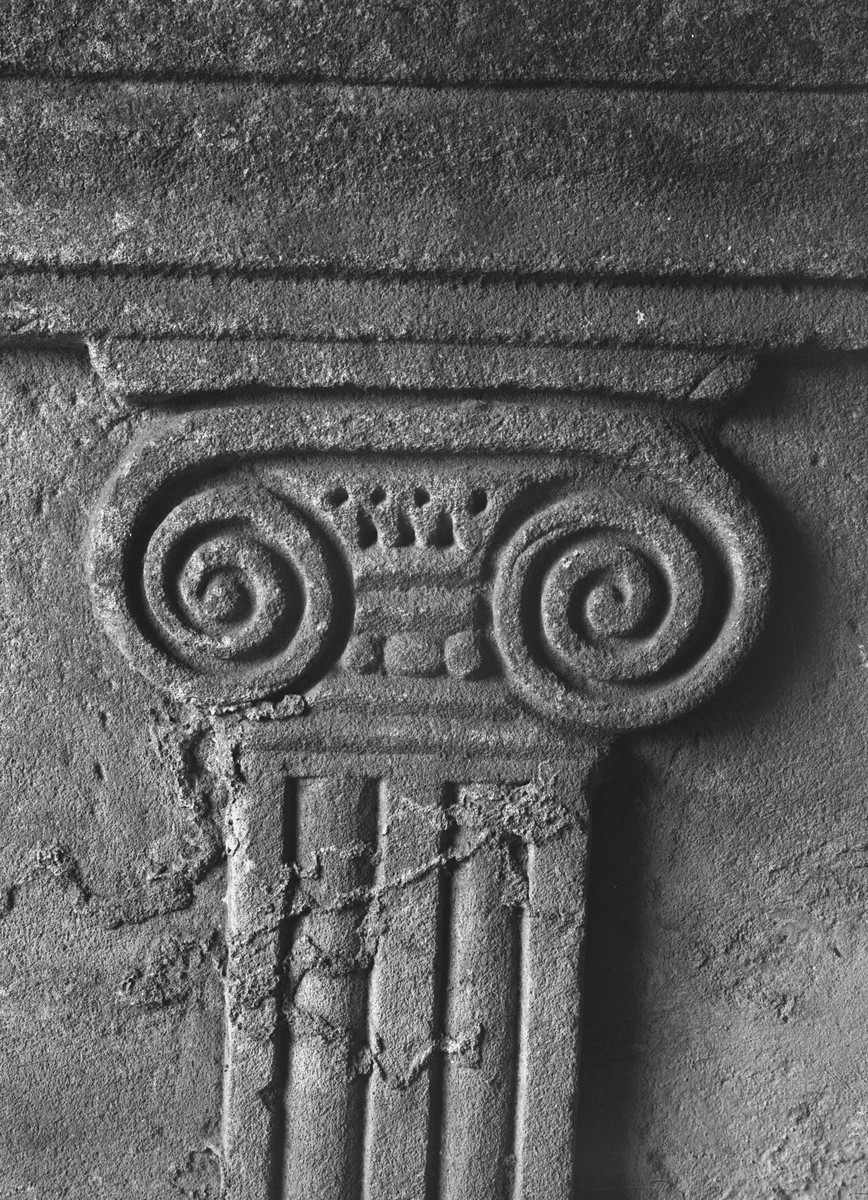
Mutmaßlicher Sarkophag Ludwig des Deutschen gefunden in Lorsch. Detail: Kannelierte Säule mit ionischem Kapitell

 Der Sarkophag und die Torhalle könnten also zur gleichen Zeit entstanden sein, woraus man auf eine Bauzeit der Halle nach 876 schließt. Dafür, dass es sich bei dem gefundenen Sarkophag wirklich um den Ludwig des Deutschen handelt, gibt es allerdings keine sicheren Belege. Eine ähnliche Argumentation beruft sich auf eine große Menge von bunten Formatsteinen, die zwar denen der Fassade der Torhalle sehr ähnlich sind, aber nicht von dieser stammen können. Man hat sie deshalb der nicht sicher lokalisierbaren Ecclesia varia, der mutmaßlichen Grabeskapelle Ludwigs zugeordnet, die im Lorscher Codex auf 876 datiert wird. Aber auch dieser Versuch, die Bauzeit der Torhalle zu bestimmen, beruht auf ungesicherten Hypothesen.
.
Mittlerweile lässt sich der Bau der Torhalle aufgrund von Radiocarbonmessungen, die 2016 veröffentlicht wurden, auf die Zeit um 900 eingrenzen.
Es kann also ausgeschlossen werden, dass Karl der Große die Torhalle je zu Gesicht bekam.
Immer wieder aufs Neue diskutiert aber weiterhin ungeklärt ist die Frage, welche Funktion die Torhalle im Ensemble des Klosters eigentlich hatte. Nach Jahrhunderten der Vergessenheit wurde das ungewöhnliche Gebäude 1812 von Johann Konrad Dahl, dem Stadtpfarrer von Gernsheim, als Torhalle in der Klostermauer interpretiert. Doch Grabungen ergaben 1927/28, dass das Gebäude immer frei stand. Georg Moller, Oberbaudirektor des Großherzogtums Hessen-Darmstadt, sah 1821 in der Torhalle den Eingang zum Vorhof der Klosterkirche. Für J. Savelsberg war die Torhalle 1851 eben jene, oben erwähnte Ecclesia varia selbst. Bis zur endgültigen Widerlegung aufgrund der Radiocarbon-Datierung tauchte auch immer wieder die These der Torhalle als Triumphbogen für Karl den Großen auf.
In der jüngeren Diskussion ist die Nutzung als „Königshalle“ mit einem Saal für Empfänge und Gerichtsbarkeit, als „Ehrenbogen“ sowie als Bibliothek. Der jüngste Deutungsvorschlag bringt die Lorscher Torhalle mit der alttestamentlichen Beschreibung einer Gerichtslaube im Hof des Palastes von König Salomo (1 Kön 7,8 : Et domuncula, in qua sedebatur ad iudicandum, erat in media porticu, domuncula = „kleines Haus“) in Verbindung. In diesem Sinne deutet auch Matthias Untermann die Architektur der Torhalle mit ihren zwei Treppentürmen und der gemalten Architektur einer „offenen Laube“ im ersten Obergeschoss als Ort eines „offenen Gerichts“. Die Lorscher Torhalle wäre nach dieser Lesart ein repräsentativer Bau im Eingangsbereich der Klosterkirche, in dem die Äbte der Reichsabtei oder ihre Stellvertreter die Gerichtsbarkeit ausübten.

### Romanische und gotische Umbauten
Während die Fassade der Halle kaum verändert wurde, erfuhr der Innenraum mehrere Umbauten, die auf eine Umnutzung des Raumes hindeuten. Ursprünglich befand sich im ersten Obergeschoss eine architektonische Bemalung mit einer Säulenreihe auf einem Sockel aus verschiedenfarbigen Quadern. Aufgrund der Art der Bemalung geht man von einer weltlichen Nutzung der Halle zu dieser Zeit aus. Im 11. oder 12. Jahrhundert wurde das mittlere Fenster der Ostwand vermauert, um Platz für eine Altarnische zu schaffen. Die Ostwand erhielt eine figürliche Malerei, was auf eine sakrale Nutzung hindeutet. Um 1400 erhielt die Halle ein steileres gotisches Dach, um Platz für eine halbrunde hölzerne Tonne zu schaffen, welche die vermutlich flache Decke des ersten Obergeschosses ersetzte. Die Wände des Obergeschosses wurden ganz mit figürlichen Darstellungen bemalt.

### Michaelskapelle
Auf Anweisung des Mainzer Kurfürsten und Erzbischofs Lothar Franz von Schönborn wurde 1697 die Erdgeschossdecke entfernt, die östlichen Bögen wurden vermauert und die westlichen Bögen mit Türen versehen. 1724 erhielt der Bau neben einem neuen gleich hohen Dach eine flache stuckierte Decke und einen neuen Verputz im Innenraum. 1797 stand der Abriss kurz bevor, da die Halle auf Abriss versteigert wurde. Die Rettung erfolgte durch Großherzog Ludwig I. von Hessen-Darmstadt, der die Halle erwarb und vor dem Abriss bewahrte. 1842 stürzte trotz der Bemühungen um die Erhaltung der Halle der nördliche Treppenturm ein. Er wurde während einer ersten Restaurierung der Halle 1934/35 wiederaufgebaut.

### Rekonstruktion und Restauration im 20. Jahrhundert

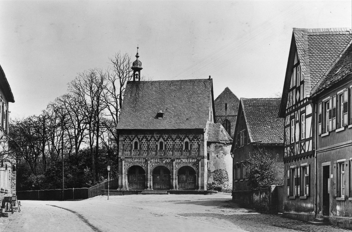
Die Westseite der Torhalle vor der Restaurierung: Im Vordergrund Gebäude Lorschs, im Hintergrund der Kirchenrest.
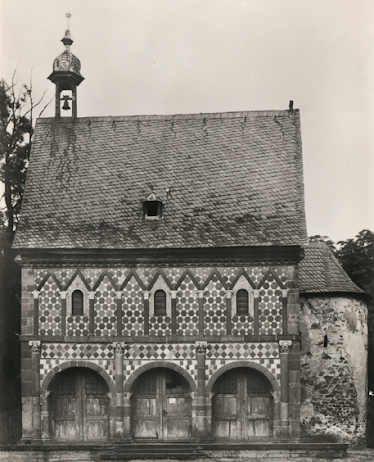
Die Westseite der Torhalle vor der Restaurierung: Die Torbögen sind mit hölzernen Toren verschlossen. Der Nordturm fehlt.
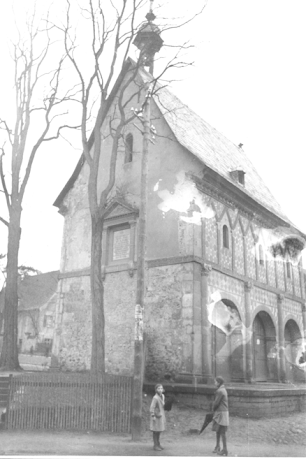
Die Nordseite der Torhalle vor der Restaurierung: Ohne Treppenturm.
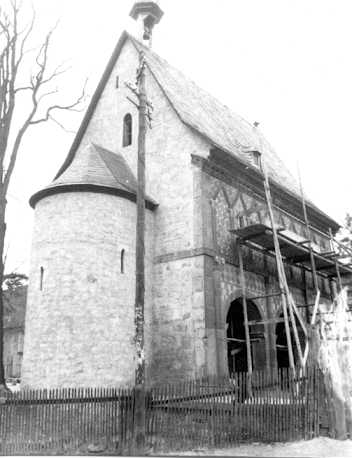
Die Nordseite der Torhalle mit neu errichtetem Treppenturm.
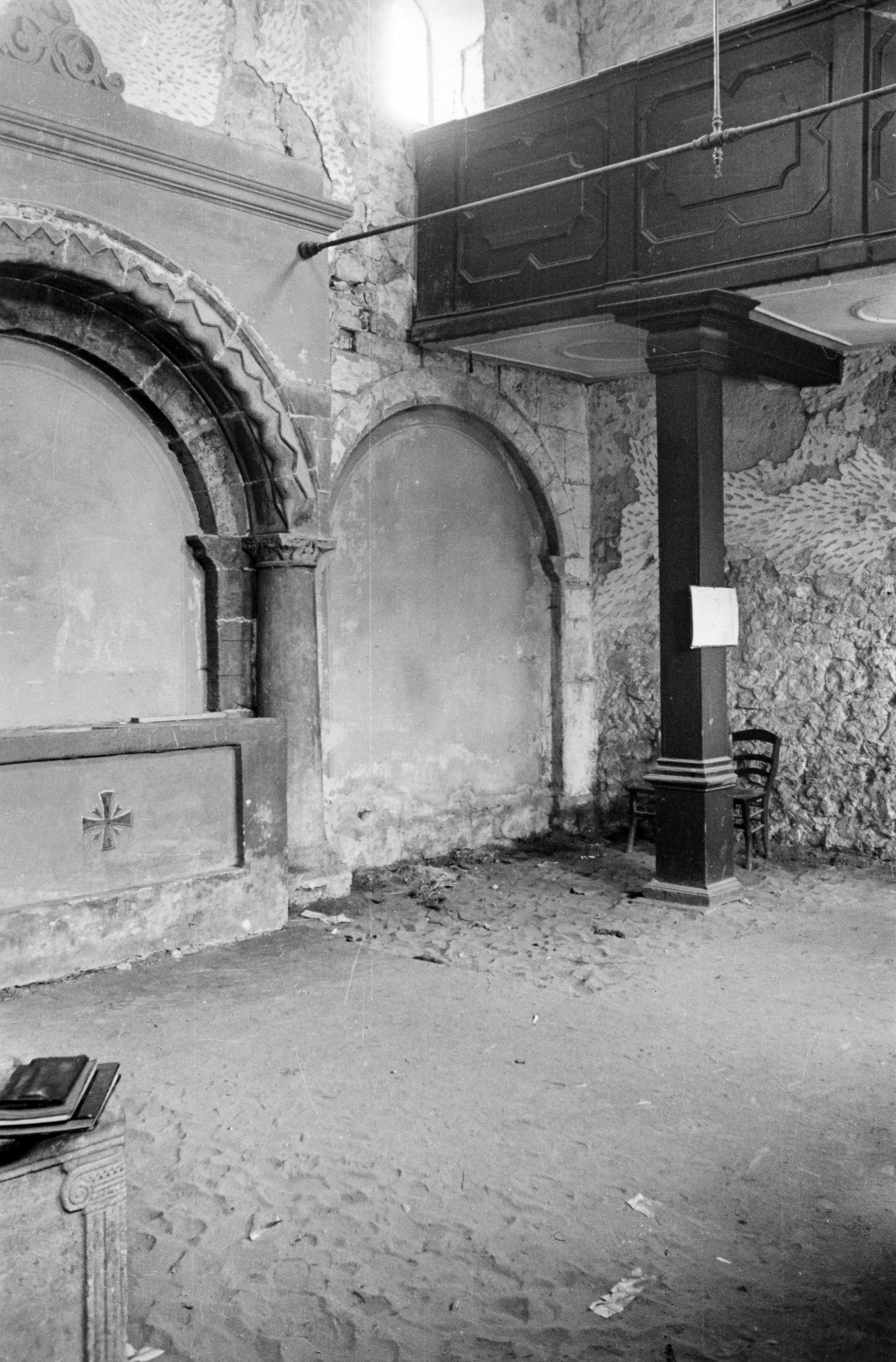
Die Südostecke der Torhalle innen vor der Restaurierung: Altar und Empore
Reste der karolingischen Bemalung

Bei dieser Restaurierung versuchte man den ursprünglichen Zustand der Halle wiederherzustellen, weshalb man die barocke Decke entfernte, die Bögen im Erdgeschoss öffnete und im Erdgeschoss wieder eine Decke einbaute. Bei einer späteren Restaurierung wurden im Obergeschoss die gotische Tonne und die Bemalung rekonstruiert. Im Zuge von Restaurierungsarbeiten an der Fassade zwischen 2012 und 2014 wurde die Fassade systematisch untersucht, die bauhistorische Details zum Vorschein brachten. Wie oben erwähnt konnte die Bauzeit mit der Radiokarbonmethode auf um 900 bestimmt werden. Weiterhin wurde festgestellt, dass viele Steine des Mauerwerks aus Zweitverwertung römischer Ruinen stammen. Seit 2010 finden archäologische Grabungen zur Vor- und Frühgeschichte des Klosters statt, in deren Rahmen insbesondere die Umgebung der Torhalle untersucht und eine Reihe von Gräbern in unmittelbarer Umgebung gefunden wurden.

## Touristische Bedeutung
Ende 2012 begannen umfassende Maßnahmen zur Neugestaltung des Welterbeareals. Ziel dieser Umbaumaßnahmen ist, die Erlebbarkeit des ehemaligen Klosters Lorsch zu verbessern. Zu diesen Maßnahmen zählt die landschaftliche Freistellung der klosterzeitlichen Gebäude, der Torhalle, der Klostermauer und des Kirchenrestes und der Umbau der Zehntscheune zu einem auch virtuell erklärenden Museum.